# MySQL adatbázismotorok összehasonlítása
Ez a cikk a MySQL adatbáziskezelő (DBMS) adatbázismotorjait (database engine vagy storage engine) hasonlítja össze.
| Név         | Forgalmazó                | Licenc             | Tranzakció-kezelés | Aktív fejlesztés alatt |
| ----------- | ------------------------- | ------------------ | ------------------ | ---------------------- |
| Archive     | Oracle                    | GPL                | Nem                | Igen                   |
| Aria        | MariaDB                   | GPL                | Nem                | Igen                   |
| Berkeley DB | Oracle                    | AGPLv3             | ?                  | Nem                    |
| BlitzDB     | ?                         | GPL                | Igen               | Igen                   |
| CONNECT     | MariaDB                   | GPL                | ?                  | Igen                   |
| CSV         | Oracle                    | GPL                | Nem                | Igen                   |
| DeepEngine  | Deep Information Sciences | Custom Proprietary | Igen               | Igen                   |
| Falcon      | Oracle                    | GPL                | Igen               | Nem                    |
| InfiniDB    | Calpont                   | GPL                | Igen               | Igen                   |
| InnoDB      | Oracle                    | GPL                | Igen               | Igen                   |
| MyISAM      | Oracle                    | GPL                | Nem                | Nem                    |
| NDB         | Oracle                    | GPLv2              | Igen               | Igen                   |
| TokuDB      | TokuTek                   | Modified GPL       | Igen               | Igen                   |
| WiredTiger  | WiredTiger                | GPL                | Igen               | Igen                   |
| XtraDB      | Percona                   | GPL                | Igen               | Igen                   |
| Federated   | Oracle                    | GPL                | ?                  | Nem                    |
| FederatedX  | MariaDB                   | GPL                | ?                  | Igen                   |
| CassandraSE | MariaDB                   | GPL                | Nem                | Igen                   |
| sequence    | MariaDB                   | GPL                | Igen               | Igen                   |
| mroonga     | MariaDB                   | GPL                | ?                  | Igen                   |
| SphinxSE    | Sphinx Technologies       | GPL                | Nem                | Igen                   |

## Külső hivatkozások
- MySQL Documentation on MyISAM Storage Engine
- MyISAM's open files limit and table-cache problem explained
- The article about problems which will occur in using MyISAM